# Dolby Atmos

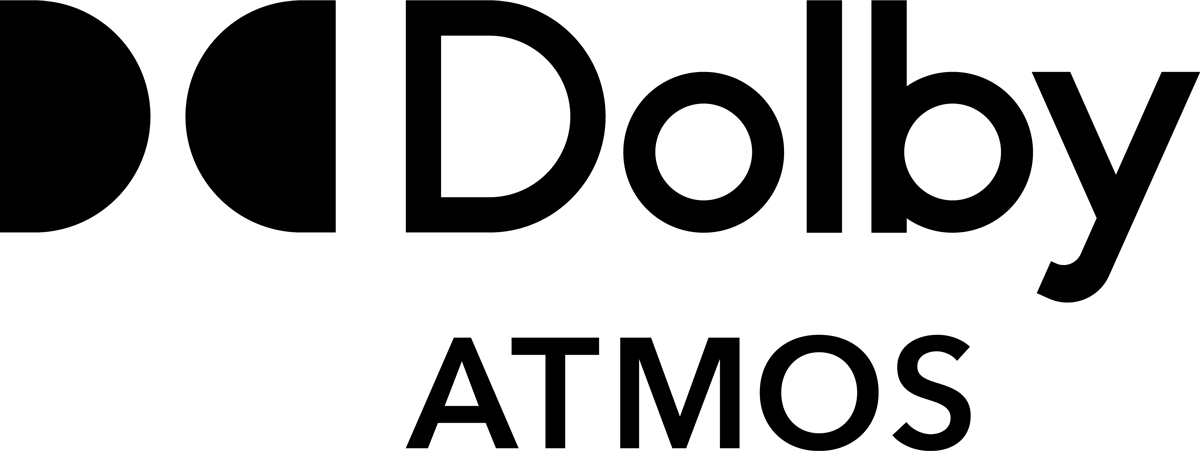
Logo von Dolby Atmos seit 2019

Altes Logo von Dolby Atmos

Dolby Atmos ist ein proprietäres, objektbasiertes Surround-Sound-Format, das im April 2012 von den Dolby Laboratories vorgestellt wurde. Es erfordert die Erweiterung bzw. Modifizierung der Lautsprecherkonfiguration bestehender Heimkino-Anlagen.

## Technik

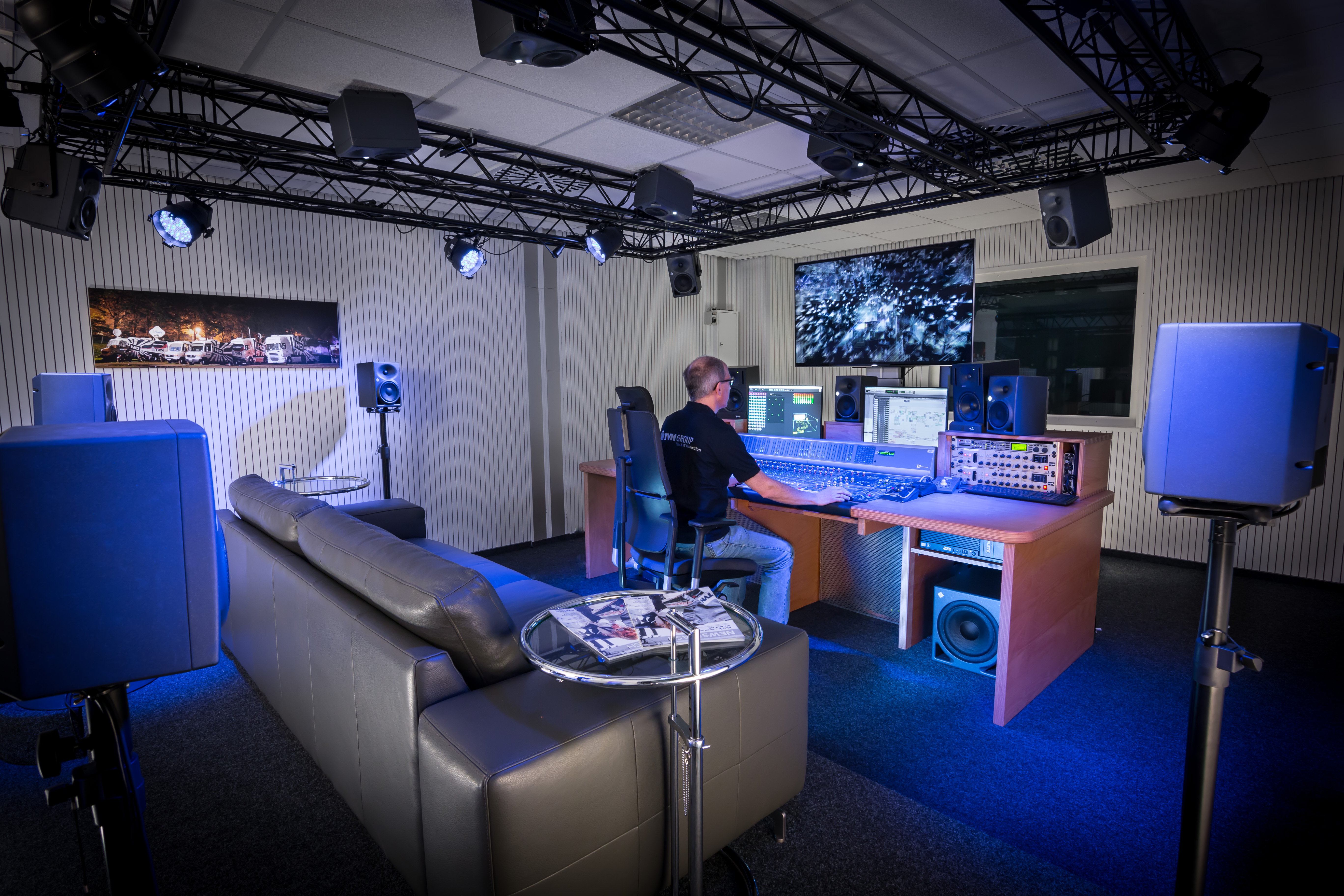
Ein Dolby Atmos Studio der TVN Group im Anzeiger-Hochhaus in Hannover

Die Dolby-Atmos-Technologie erlaubt theoretisch eine unbegrenzte Anzahl von Tonspuren. Im Gegensatz zu den rein kanalbasierten Surround-Formaten können im Datenstream vektorbasierte Metadaten für bewegte Objekte eingebunden werden, deren Koordinaten dann vom Receiver relativ zur jeweiligen eingemessenen Lautsprecheraufstellung berechnet werden. Die erste Generation der Hardware, der Dolby Atmos Cinema Processor, unterstützt bis zu 128 einzelne Tonspuren und bis zu 64 separate Ausgangssignale.
Ein wesentlicher Bestandteil des Systems ist eine Erweiterung – oder ein teilweiser Ersatz – des bestehenden Lautsprechersystems, wobei entweder bis zu vier Lautsprecher an der Decke des Hörraums positioniert werden, oder die bisherigen Lautsprecher des Heimkinosystems durch „Dolby Atmos Enabled Speakers“ ergänzt/ersetzt bzw. dazu modifiziert werden. Die Bezeichnung der Lautsprecherkonfiguration ändert sich gegenüber der bisherigen Schreibweise zu (L Center R).(Sub).(H). Beim Einsatz von zwei (vier) Deckenlautsprechern wird dabei ein bisheriges 5.1 System zu 5.1.2 (5.1.4), 7.1 wird zu 7.1.2 (7.1.4). Eine Konfiguration von 3.1.2 ist die Mindestvoraussetzung für Dolby Atmos.
Durch die Erweiterung des Lautsprechersets wird eine realistische Simulation von beispielsweise Regen oder Hubschraubern möglich. Dolby Atmos ist zu älteren Systemen wie 5.1 oder 7.1. abwärtskompatibel.
Bei Blu-ray-Discs dient für eine Atmos-Abmischung ein 7.1-Klangbett mit eingebetteten Objekten als Ausgangskonfiguration, in dem Objekte einzeln bewegt werden. Für die Wiedergabe ist maximal eine Konfiguration von 11.1.8 vorgesehen. Dolby Atmos-Informationen werden dann im Dolby-TrueHD-Codec als Metadaten über einen Audio-Receiver wiedergegeben, ohne Atmos-Konfiguration wird gewöhnliches 7.1 oder 5.1 wiedergegeben. Eine Dolby-Atmos-Tonspur wird mithilfe eines Plugins für eine DAW und eines Systems namens Dolby RMU erstellt. Dabei wird entweder der fertige Ton simuliert oder in einem kleinen Raum mit Atmos-Lautsprechern wiedergegeben.

## Geschichte
Das erste Kino, in dem die neue Technik auch zur Demonstration zum Einsatz kam, ist das Dolby Theatre in Hollywood, Kalifornien. Dort wurde im Juni 2012 mit Pixars Merida – Legende der Highlands der erste Film gezeigt, der das neue System verwendete. Im selben Jahr wurden 25 Kinos weltweit mit dem System ausgestattet. Es war geplant, bis 2013 die Verbreitung auf etwa 1000 Standorte auszudehnen.
Im deutschsprachigen Raum gab es Anfang 2013 bereits zwei Kinos mit der Technik. Zunächst lag der Fokus auf kommerziellen Kinos, mit späterer Adaption für Heimkinoinstallationen.
Während die ersten Filme im neuen Tonsystem für Atmos neu abgemischt werden mussten, war Joseph Kosinskis Oblivion (2013) der erste Film, der direkt in Dolby Atmos abgemischt und bei dem der 5.1- und 7.1-Ton aus dem Atmos-Ton abgeleitet wurde. Der erste deutsche Film, der direkt in Dolby Atmos abgemischt wurde, war Lost Place.
Im September 2014 wurde Transformers: Ära des Untergangs als erste Blu-ray-Disc mit Dolby-Atmos-Tonspur veröffentlicht.
Mittlerweile wird Dolby-Atmos in Form von Equalizern auch in Smartphones integriert. Bislang ist dieses Feature jedoch nur bei neueren Modellen vorhanden. Einige Hersteller wie zum Beispiel Samsung geben konkrete Informationen darüber, welche Modelle Dolby-Atmos-fähig sind und wie das 3D-Audioformat aktiviert werden kann.

## Nutzung bei Dolby Cinema
Dolby Atmos und Dolby Vision sind die entscheidenden Bausteine für Dolby Cinema. Dolby Laboratories hat Dolby Cinema am 3. Dezember 2014 vorgestellt.